# آلبرتو مارتین گومز
آلبرتو مارتین گومز (انگلیسی: Alberto Martín Gómez؛ زادهٔ ۲۶ ژانویهٔ ۱۹۸۳) بازیکن فوتبال اهل آرژانتین است.
از باشگاه‌هایی که در آن بازی کرده‌است می‌توان به باشگاه اتلتیکو ایندپندینته و باشگاه فوتبال اتلتیکو تیگره اشاره کرد.